# Motion Picture Herald
El Motion Picture Herald fue una publicación comercial de la industria cinematográfica estadounidense que se editó entre 1931 y diciembre de 1972. Fue reemplazada por el QP Herald, que solo se mantuvo hasta mayo de 1973. Inicialmente se fundó como Exhibitors Herald en 1915.

## Historia

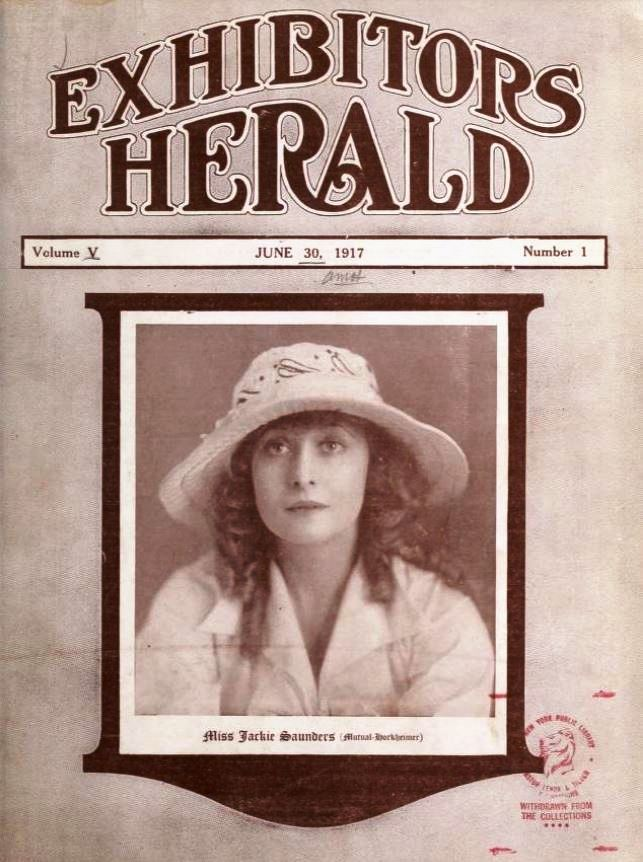
Portada del número de junio de 1917 del Exhibitors Herald con la actriz Jackie Saunders

Los orígenes de este periódico se remontan a 1915 cuando una imprenta de Chicago lanzó una revista cinematográfica como publicación comercial regional para los exhibidores del Medio Oeste bajo el título Exhibitors Herald.
El editor Martin Quigley compró el periódico y durante las dos décadas siguientes convirtió el Exhibitors Herald en una importante publicación comercial nacional para la industria cinematográfica estadounidense.
En 1917 Quigley adquirió e integró en su revista otra publicación, Motography. En 1927 adquirió The Moving Picture World que también integró y comenzó a publicarla como Exhibitors Herald and Moving Picture World, que más tarde se acortó a un título más manejable, Exhibitors Herald World. Exhibitors Herald and Moving Picture World también incorporó The Film Index, fundada en 1906.
Tras la compra del Motion Picture News en 1930, todas estas publicaciones se unificaron en el Motion Picture Herald.
La Media History Digital Library cuenta con ejemplares escaneados del Exhibitors Herald (1917 a 1927), Exhibitors Herald and Moving Picture World (1928), Exhibitors Herald World (1929 a 1930) y Motion Picture Herald (1931-1956) disponibles en línea.